# Rosa Codina Codina
Rosa Codina Codina (Ordal, 1987) es una dibujante de cómic española autora de Rompepistas (2019), basado en la novela homónima de Kiko Amat. Su obra también ha aparecido en fanzines, carteles y semanarios como La Directa.
En 2021 fue triplemente nominada a los premios del Salón Internacional del Cómic de Barcelona, con dos nominaciones a la categoría en el mejor fanzine y una a la autora revelación. Las dos obras nominadas al mejor fanzine fueron Grano de pus (2020), junto con Aroha Travé; y Cómo hacer un cómic sin tener ni puta idea (2020), con Javier Marquina como guionista. Por otro lado, con el cómic Rompepistas compitió en la categoría a la autora revelación.
Posteriormente, Cómo hacer un cómico sin tener ni puta idea fue también nominado al Premios del Cómic Aragonés.

## Obra
- 2019 - Rompepistas (Ediciones La Cúpula)
- 2020 - Grano de pus
- 2020 - Cómo hacer un cómic sin tener ni puta idea
- 2021 - Vamp Fictions (antología)
- 2023 - Cómo salvar la industria del cómic sin tener ni puta idea (ECC Ediciones) con Javier Marquina
- 2023 - ¿Para qué pintas mandalas si puedes pintar bakalas? (Pus Comix) con Aroha Travé

## Premios y reconocimientos
- 2021 - Nominación al premio a la autora revelación de la 39.ª edición del Salón Internacional del Cómic de Barcelona.
- 2021 - Nominación al Premio al mejor fanzine de la 39.ª edición del Salón Internacional del Comic Barcelona por Cómo hacer un cómic sin tener ni puta idea, junto con Javier Marquina.
- 2021 - Nominación al Premio al mejor fanzine de la 39.ª edición del Salón Internacional del Comic Barcelona por Grano de pus, junto con Aroha Travé.